# مونتي
مونتي، (بالإنجليزية:  Monti)‏، (سردينيا: Mònti)، هي بلدية في مقاطعة ساساري، شمال سردينيا، وتحيط بها غابات البلوط الفلين، ومزارع الكروم، التي تشكل القواعد المزدوجة لاقتصادها. يُزرع عنب فيرمنتينو، الذي كان يُعرف باسم "arratelau"، فيها منذ القرن الرابع عشر. في عام 1996، حصل نبيذ Vermentino di Gallura على جائزة دوسج.

## السكان
في سنة 1861 بلغ عدد السكان 853 نسمة، وتطور العدد ليصل في سنة 2011 لـ 2٬488 نسمة.
يظهر هذا المخطط البياني تطور النمو السكاني لـ مونتي